# ویکتور لوپز (بازیکن فوتبال، زاده ۱۹۷۸)
ویکتور لوپز (انگلیسی: Víctor López؛ زادهٔ ۱۹ دسامبر ۱۹۷۸) بازیکن فوتبال اهل آرژانتین است.
از باشگاه‌هایی که در آن بازی کرده‌است می‌توان به باشگاه فوتبال رئال سوسیداد، باشگاه فوتبال نیولز اولد بویز، باشگاه فوتبال بانفیلد، و باشگاه فوتبال آرسنال ساراندی اشاره کرد.